# 歡樂時光

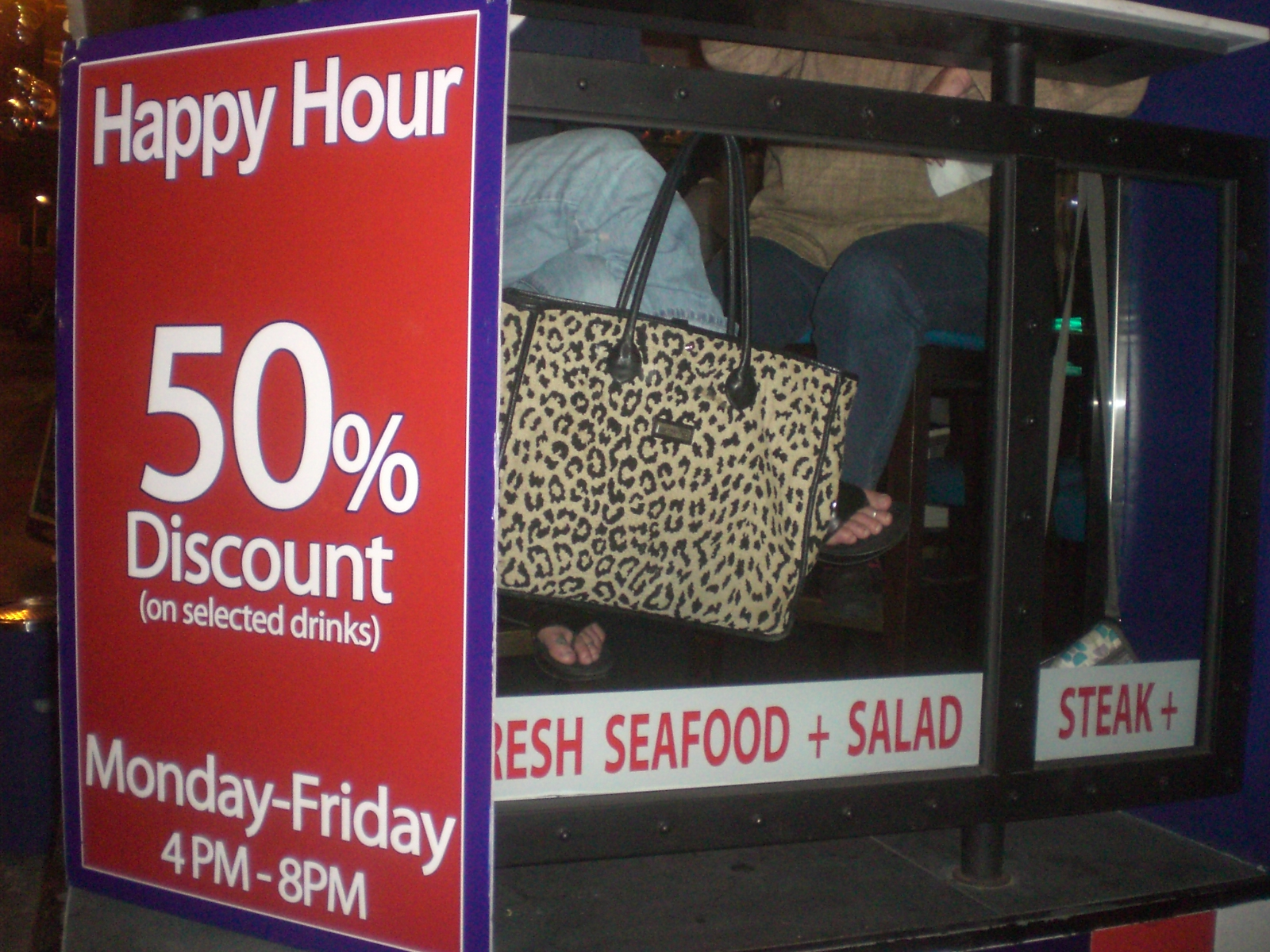
星期一至星期五，至8時

歡樂時光（英語：Happy Hour）指酒吧於黃昏至晚上九時提供優惠的時段，顧客於晚上九時前光顧酒吧並結帳，酒類飲品可獲特價。
歡樂時光原意是方便剛下班的在職人士消遣，在職人士問他人是否要「歡樂時光」便是否在下班後光顧酒吧。
歡樂時光深受市民歡迎，特別是香港市民。
歡樂時光亦用於餐馆的優惠時段，但時段通常在八時半以後。

## 其它時段
- 早茶
- 午飯
- 下午茶
- 宵夜
- 打烊